# 74 квартал
74 квартал —  прекративший существование населённый пункт в Сузунском районе Новосибирской области России. На момент упразднения входил в Сузунский сельский район Новосибирской области РСФСР, СССР.

## История
В 40-60-е годы в административно-территориальной единице развивались заготовка и переработка лесоматериалов. По этой причине, а также для охраны лесных массивов появлялись населенные пункты в лесах — технологические (также мастерские) участки, в которых располагались кварталы. На кварталы и участки был разделён также Сузунский химлесхоз. Данный населённый пункт упомянут ещё в документе за 1937. В документах предприятия населённый пункт упоминается как мастерский участок № 15 или № 4 с кварталом № 74 или как просто квартал № 74, квартал 74 Сузунского химлесхоза, Квартал 74 Сузунского ХЛХ. Сведения о географическом расположении в документах отсутствуют. Упоминание о населённом пункте встречается в документах Бедринского сельсовета, но фактически административная принадлежность 74 квартала не установлена. До 1953 года функционировала начальная школа. Более поздние упоминания о населённом пункте не встречаются.